# Ryongchŏn
Ryongchŏn (Schreibweise und Aussprache in Südkorea 용천 = Yongcheon) ist eine 20 Kilometer von der Grenze zur Volksrepublik China entfernte Stadt in Nordkorea in der Provinz P’yŏngan-pukto und liegt im Nordwesten der koreanischen Halbinsel. Ryongchŏn bedeutet "Drachenfluss".
Südlich des Grenzflusses Amrok-gang liegt die Stadt nur wenige Kilometer von der Hauptstadt Sinŭiju der Provinz Nord-Pyŏngan entfernt.
Im Stadtgebiet leben 135.634 Menschen, die Stadt selbst soll 69.151 Einwohner haben. Nach südkoreanischen Informationen lebt in der Stadt eine große Anzahl Menschen chinesischer Abstammung.
Hier verläuft auch eine wichtige Eisenbahnstrecke von Pjöngjang in die Volksrepublik China, daher gilt die Stadt als Durchgangsstation für zahlreiche Händler aus Nordkorea und China.
In diesem Ort ereignete sich am 22. April 2004 der Eisenbahnunfall von Ryongchŏn, bei dem fast die Hälfte der Innenstadt zerstört wurde.